# Hans-Jörg Holtbrügge
Hans-Jörg Holtbrügge (* 29. Oktober 1964 in Herten) ist ein deutscher Jurist. Er ist seit dem 4. Juli 2017 Richter am Bundesverwaltungsgericht.

## Leben und Wirken
Holtbrügge war nach Abschluss seiner juristischen Ausbildung 1993 zunächst im Thüringer Landtag tätig. 1994 trat er in den Justizdienst des Landes Nordrhein-Westfalen ein und wurde dem Verwaltungsgericht Gelsenkirchen zugewiesen. 2002 war er für zwei Jahre als wissenschaftlicher Mitarbeiter an das Bundesverwaltungsgericht abgeordnet. 2005 wurde er zum Richter am Oberverwaltungsgericht ernannt. 2012 erfolgte seine Ernennung zum Vorsitzenden Richter am Oberverwaltungsgericht.
Das Präsidium des Bundesverwaltungsgerichts wies Holtbrügge zunächst dem 5. Revisionssenat zu, der u. a. für das Fürsorgerecht einschließlich des Asylbewerberleistungsrechts, das Schwerbehinderten-, Mutterschutz-, Jugendhilfe-, Jugendschutz- und Ausbildungsförderungsrecht sowie das Personalvertretungsrecht zuständig ist.